# Massacre de Tadamon
Le massacre de Tadamon est un massacre qui a eu lieu à Tadamon, quartier de Damas, la capitale syrienne, le 16 avril 2013, pendant la guerre civile syrienne. Des soldats affiliés aux forces armées syriennes, en particulier la branche 227 de la division du renseignement militaire, ont tué plus de 280 civils, qui ont été emmenés dans l'un des quartiers isolés de Damas, et les ont exécutés en les précipitant dans une fosse commune préparée à l'avance. 
Les images de ce massacre, exfiltrées, ont donné lieu à de longues enquêtes, qui donnent lieu, en 2022, à des plaintes pour crime de guerre déposées dans plusieurs pays d'Europe, et ont en partie été rendues publiques. Selon le ministère français des Affaires étrangères, le massacre de Tadamon serait possiblement constitutif de crime contre l'humanité.

## Contexte
Dans le contexte de la guerre civile syrienne, le massacre a lieu alors que les factions armées rebelles se préparent à entrer dans la capitale, Damas, et à commencer la bataille pour prendre la capitale. À cette époque, les forces du régime syrien contrôlent les deux tiers du quartier d'Al-Tadamon, tandis que l'opposition contrôle le reste du quartier. Le massacre a eu lieu dans la partie sud-est du quartier, plus précisément dans une zone proche de la ligne de contact avec l'opposition, rue Daaboul, en face de la mosquée Othman, entre deux immeubles inhabités.

## Massacre
Ce qui est connu du massacre est parcellaire, et provient de plusieurs vidéos, enregistrées en secret par un jeune soldat à qui un supérieur avait demandé d'effacer le disque dur de son ordinateur. Une des vidéo a été rendue publique, les autres sont utilisées par la justice allemande.
Le 16 avril 2013, des soldats affiliés au régime syrien exécutent au moins 41 personnes près de la mosquée Othman dans le quartier de Tadamon, en les précipitant dans un fosse préparée à l'avance au milieu d'une rue inhabitée. Le massacre a lieu pendant une journée, alors que les soldats filment les assassinats dans leur intégralité. Pendant les exécutions, les yeux des victimes sont bandés avec du ruban adhésif ou une pellicule de plastique, et leurs mains sont attachées dans leur dos avec une sangle en plastique généralement utilisée pour  fixer les câbles électriques. Après avoir fini de tirer sur les victimes, une par une, les soldats du régime incendient les corps des victimes en brûlant des pneus qui avaient été préalablement précipités dans la fosse, afin d'empêcher leur identification,,,.

## Images divulguées et enquête
Une partie des images des exécutions sont divulguées sur Internet en avril 2022, montrant deux hommes vêtus d'uniformes de l'armée arabe syrienne conduisant 41 hommes à une fosse pré-creusée dans une rue, peu de temps avant de leur tirer dessus, un par un, puis de mettre le feu aux corps dans la fosse. Le 27 avril 2022, le journal britannique The Guardian publie une longue enquête décrivant les détails du massacre et plusieurs extraits d'un enregistrement vidéo,
Ces images ont été exfiltrées par un ancien militaire qui les a transmises à un contact en France. Elles ont été étudiées par deux chercheurs, dont le spécialiste des crimes de masses Uğur Ümit Üngör, et une chercheuse syrienne, Annsar Shahoud, qui ont enquêté, sur internet, pour retrouver l'identité et obtenir les aveux d'un militaire qui apparaît sur la vidéo. Le résultat de leurs recherches, les aveux obtenus et les preuves récoltées ont été remises aux services de justice néerlandaise, allemande et française,,.
Parmi l'ensemble des vidéos exfiltrées, qui montrent, au total, l’exécution de plus de 280 civils (288 a priori), une seule a été publiée. Elle montre à elle seule l’exécution de 41 des victimes,.

### Images détournées
En novembre 2023, des images du massacre de Tadamon sont partagées sur les réseaux sociaux et détournées, une mention indiquant faussement qu'il s'agirait de soldat israéliens exécutant et jetant dans des fosses communes des Palestiniens de Gaza.

### Auteurs
Les auteurs ont été identifiés, à la suite d'une enquête, comme étant l'adjudant Amjad Youssef et le milicien des Forces de défense nationale (NDF) Najib al-Halabi, qui a lui-même été tué plus tard dans la guerre,. Pendant la vidéo du massacre, l'un des soldats procédant aux exécutions s'adresse à l'objectif de la caméra, s'adressant à son patron dans le dialecte syrien, en disant : « Pour vos yeux, professeur, et pour les yeux du costume d'huile que vous ne portiez pas ».
Amjad Youssef avait rejoint l'école de renseignement militaire située dans le quartier de Maysaloun dans la banlieue de Dimas, à Damas en 2004, où il passe neuf mois de formation intensive. En 2011, il rejoint la branche 227 du renseignement militaire syrien, connue pour être responsable de l'arrestation, de la torture et du meurtre d'un certain nombre d'opposants politiques au régime. Il aurait avoué le massacre, ainsi que des viols, aux chercheurs ayant mené l'enquête.
En mai 2022, peu après la publication de l'enquête et de la vidéo le mettant en cause, il est soumis à une disparition forcée et est emprisonné par le régime. Le fait que cet emprisonnement ait eu lieu sans chef d'accusation, mandat d'arrêt ni arrestation légale, fait dire à Fadel Abdul Ghany, directeur du Réseau syrien des droits humains, que l'objectif du régime est probablement de faire disparaître un témoin du massacre, qui pourrait donc, selon lui, impliquer des responsables plus haut placés,.

### Victimes
Après la diffusion des images sur internet, en 2022, des familles syriennes reconnaissent des proches, disparus, le plus souvent lors de contrôles à des checkpoints des quartiers voisins, plusieurs sont des Palestiniens syriens du quartier de Yarmouk.

## Réactions internationales et procédures judiciaires
Pour Farouk Mardam-Bey et Catherine Coquio, ni l'enquête du Guardian, ni la vidéo du massacre, qu'ils qualifient d'absolument insupportable, inimaginable et unique, n'ont été vraiment diffusés ni couverts dans la presse.
En mars 2023, les États-Unis interdisent d'entrée sur leur territoire Amjad Yousef.
Les documents et preuves récoltés ont été remis aux services de justice néerlandaise, allemande et française,.
Le 12 août 2022, le ministère de l'Europe et des Affaires étrangères français annonce dans un communiqué avoir été destinataire d’une importante documentation, notamment constituée de « très nombreuses photographies et vidéos », relative à de possibles crimes et faisant « état d’atrocités commises par les forces pro-régime lors du massacre de Tadamon, à Damas, en 2013 ». Le ministère salue le courage des défenseurs des droits humains ayant permis cette documentation et annonce avoir a signalé les faits et transmis ces éléments au parquet national antiterroriste et conclut : « les faits allégués sont susceptibles d’être constitutifs de crimes internationaux les plus graves, notamment de crimes contre l’humanité et crimes de guerre ».